# Manfred Bukofzer
Manfred Bukofzer (Oldemburgo, 27 de março de 1910 — Berkeley (Califórnia), 7 de dezembro de 1955) foi um humanista e musicólogo teuto-estadunidense.

## Biografia
Bukofzer estudou na Universidade de Heidelberg e no Conservatório Stern em Berlim, mas deixou a Alemanha em 1933, quando foi para a Universidade de Basileia, Suíça, onde concluiu seu doutorado. Mudou-se para os Estados Unidos em 1939 e lecionou na Universidade da Califórnia, Berkeley de 1941 até o ano do seu falecimento.
Bukofzer é mais conhecido pela sua contribuição como historiador musical, particularmente do período barroco. Seu livro "Music in the Baroque Era" ainda é uma das obras de referência sobre o assunto, embora alguns historiadores contemporâneos considerem que ela possui uma tendência germânica; por exemplo, pelo fato minimizar a importância da Ópera (gênero musical italiano) durante o desenvolvimento do estilo no século XVII.
Além da música barroca, Bukofzer também era um especialista em música inglesa e em teoria musical do século XIV ao XVI. Seus outros interesses acadêmicos incluíam o jazz e a etnomusicologia.

## Seleção de obras
- Bukofzer, Manfred (1936). «Über Leben und Werke von Dunstable» [On the Life and Works of Dunstable]. Acta Musicologica (em alemão). 8 (3/4): 102–119. JSTOR 932037. doi:10.2307/932037 – via JSTOR
- Bukofzer, Manfred R. (1947). Music in the Baroque Era: From Monteverdi to Bach. Nova York: W. W. Norton & Company. OCLC 318558558
- Bukofzer, Manfred R. (1950). Studies in Medieval and Renaissance Music. Nova York: W. W. Norton & Company. ISBN 9780393002416. OCLC 599423 – via Internet Archive
- Bukofzer, Manfred (1954). «John Dunstable: A Quincentenary Report». The Musical Quarterly. 40 (1): 29–49. JSTOR 739701. doi:10.1093/mq/XL.1.29 – via JSTOR